# هانا كنت
هانا كنت (بالإنجليزية: Hannah Kent)‏ (1985، أديلايد في أستراليا)؛ روائية أسترالية. درست في جامعة فلندرز.